# 新井博人
新井 博人（あらい ひろと、1996年6月22日 - ）は、神奈川県出身のサッカー選手。関東サッカーリーグ・東邦チタニウムサッカー部所属。登録ポジションはディフェンダー。左サイドバック。

## 来歴
明治学院大学初のJリーガー。4年次の2018年には鈴木修人監督のもと、アミノバイタルカップで準優勝を飾り、同大学史上初となる総理大臣杯出場の立役者となった。
同年11月29日、恩師・鈴木修人監督も在籍したギラヴァンツ北九州への加入が発表された。明治学院大学からプロ入りするのは、新井が大学史上初となる。
プロデビューした2019年はJ3リーグ開幕戦で初出場、2戦目にはプロ初得点を記録し、通算21試合に出場したが、チームがJ2昇格した後は出場機会を失い、2020年はリーグ戦5試合、2021年は僅か2試合の出場にとどまり、同シーズン末で契約満了が発表された。同年12月9日、フクダ電子アリーナで行われたJリーグ合同トライアウトに出場した。
2022年、関東サッカーリーグに所属するVONDS市原へ加入した。
2023年、南葛SCへ移籍。
2024年12月、2025年シーズンより東邦チタニウムサッカー部へ移籍が発表された。

## 所属クラブ
ユース経歴
- レジスタFC（足立区立西保木間小学校）
- FC東京U-15深川（足立区立第十四中学校）
- 2012年 - 2014年 桐蔭学園高等学校
- 2015年 - 2018年 明治学院大学

プロ経歴
- 2019年 - 2021年  ギラヴァンツ北九州
- 2022年  VONDS市原
- 2023年 - 2024年  南葛SC
- 2025年 -  東邦チタニウム

## 個人成績
| 国内大会個人成績 | 国内大会個人成績 | 国内大会個人成績 | 国内大会個人成績 | 国内大会個人成績 | 国内大会個人成績 | 国内大会個人成績 | 国内大会個人成績 | 国内大会個人成績 | 国内大会個人成績 | 国内大会個人成績 | 国内大会個人成績 |
| 年度             | クラブ           | 背番号           | リーグ           | リーグ戦         | リーグ戦         | リーグ杯         | リーグ杯         | オープン杯       | オープン杯       | 期間通算         | 期間通算         |
| 年度             | クラブ           | 背番号           | リーグ           | 出場             | 得点             | 出場             | 得点             | 出場             | 得点             | 出場             | 得点             |
| 日本             | 日本             | 日本             | 日本             | リーグ戦         | リーグ戦         | リーグ杯         | リーグ杯         | 天皇杯           | 天皇杯           | 期間通算         | 期間通算         |
| ---------------- | ---------------- | ---------------- | ---------------- | ---------------- | ---------------- | ---------------- | ---------------- | ---------------- | ---------------- | ---------------- | ---------------- |
| 2019             | 北九州           | 2                | J3               | 21               | 1                | -                | -                | 1                | 0                | 22               | 1                |
| 2020             | 北九州           | 2                | J2               | 5                | 0                | -                | -                | -                | -                | 5                | 0                |
| 2021             | 北九州           | 2                | J2               | 2                | 0                | -                | -                | 0                | 0                | 2                | 0                |
| 2022             | V市原            | 20               | 関東1部          | 11               | 2                | -                | -                | -                | -                | 11               | 2                |
| 2023             | 南葛             | 16               | 関東1部          | 14               | 2                | -                | -                |                  |                  | 14               | 2                |
| 2024             | 南葛             | 16               | 関東1部          | 7                | 1                | -                | -                |                  |                  | 7                | 1                |
| 2025             | 東チタ           |                  | 関東1部          |                  |                  | -                | -                |                  |                  |                  |                  |
| 通算             | 日本             | 日本             | J2               | 7                | 0                | -                | -                | 0                | 0                | 7                | 0                |
| 通算             | 日本             | 日本             | J3               | 21               | 1                | -                | -                | 1                | 0                | 22               | 1                |
| 通算             | 日本             | 日本             | 関東1部          | 32               | 5                | -                | -                | -                | -                | 32               | 5                |
| 総通算           | 総通算           | 総通算           | 総通算           | 60               | 6                | 0                | 0                | 1                | 0                | 61               | 6                |

- Jリーグ初出場 - 2019年3月10日 J3リーグ第1節 対FC東京U-23戦（ミクニワールドスタジアム北九州）
- Jリーグ初得点 - 2019年3月17日 J3リーグ第2節 対ガイナーレ鳥取戦（とりぎんバードスタジアム）